# Kabinett Hoffmann III
Als Kabinett Hoffmann III bezeichnet man die saarländische Landesregierung unter Ministerpräsident Johannes Hoffmann (CVP) vom 23. Dezember 1952 bis zum 17. Juli 1954.
Nach den Landtagswahlen vom 30. November 1952 ging die CVP eine Koalition mit der SPS ein. Der Landtag bestätigte in dessen zweiter Legislaturperiode Ministerpräsident Hoffmann in seinem Amt. Dem Kabinett Hoffmann III gehörten an:
| Amt                                                            | Name                                    | Partei | Partei |
| -------------------------------------------------------------- | --------------------------------------- | ------ | ------ |
| Ministerpräsident                                              | Johannes Hoffmann                       |        | CVP    |
| Minister des Inneren                                           | Edgar Hector                            |        | CVP    |
| Minister für Justiz                                            | Heinz Braun                             |        | SPS    |
| Minister für Finanzen und Forsten                              | Erwin Müller                            |        | CVP    |
| Minister für Kultus, Unterricht und Volksbildung               | Franz Singer († 22. Juli 1953)          |        | CVP    |
| Minister für Kultus, Unterricht und Volksbildung               | Johannes Hoffmann (ab 4. November 1953) |        | CVP    |
| Minister für Arbeit und Wohlfahrt                              | Richard Kirn                            |        | SPS    |
| Minister für Wirtschaft, Verkehr, Ernährung und Landwirtschaft | Franz Ruland                            |        | CVP    |
| Minister für öffentliche Arbeiten und Wiederaufbau             | Johannes Hoffmann                       |        | CVP    |
| Minister für auswärtige und europäische Angelegenheiten        | Johannes Hoffmann                       |        | CVP    |